# Siófok KC
Az Siófok KC siófoki női kézilabdacsapat, 2019-ben EHF-kupa-győztes.

## A klub története
Több évig a kézilabda harmadik vonalában szerepelt, majd a bajnoki cím megszerzésével feljutott az NB I/B-be. Az NB I/B-ben két évet töltött a klub, majd 2009-ben kapott egy olyan felkérést, hogy amennyiben az egyesület biztosítja a feltételeket, akkor a 2009/2010-es bajnoki idényben az élvonalban szerepelhet a csapat.
A klub történelmi sikert ért el a 2011/2012-es szezonban, ahol a bajnokságban 3. helyen, a Magyar Kupában 4. helyet ért el.
2019-ben a csapat megnyerte a női kézilabda EHF-kupát a dán Team Esbjerg legyőzésével. Korábban a csoportját 100%-os teljesítménnyel megnyerve túljutott a Stornhamar (norvég) és a Viborg (dán) együttesein is. 2020 januárjában sikerült legyőzniük a Bajnokok Ligája címvédőjét, az azelőtt a magyar bajnokságban két éve veretlen Győr csapatát. A mérkőzést 34-29-re nyerte meg a Siófok.
2020 őszén a gyengébb eredmények után előbb Nerea Penát függesztette fel a klubvezetés, majd három légiós, Danick Snelder, Dinah Eckerle és Laura van der Heijden közös megegyezéssel felbontotta szerződését a csapattal. Bent Dahlt Zdravko Zovko váltotta a vezetőedzői poszton. A 2020-2021-es szezon végén újból bejutottak az immár EHF-Európa-liga néven kiírt EHF-kupa döntjébe, ahol azonban a francia Nantes Atlantique Handball 36–31-re jobbnak bizonyult a Balaton-parti csapatnál.
A 2022–2023-as szezon végére többmilliós bértartozást halmozott fel a klub, emiatt a következő szezonra nem kapott engedélyt az NB1-ben való indulásra. Játékosaitól és edzőjétől megvált a csapat és saját nevelésű játékosaival a harmadosztályba nevezett végül.

## Jelenlegi játékoskeret
A 2023–24-es szezon játékoskerete:
| Kapusok - 12 Herczeg Lili - 0 Grebenár Réka - 0 Krasznai Júlia Jobbszélsők - 0 Tóth-Ficsor Nóra - 0 Pálffy Anna Balszélsők - 55 Wald Kíra - 0 Karé Kamilla Beállók - 0 Győri Viktória - 0 Hadnagy Fanni | Balátlövők - 44 Lapos Laura - 0 Takács Eszter Irányítók - 0 Wutschi Verona - 0 Baranyi Dorottya - 0 Jovana Ilic Jobbátlövők - 0 Berényi Kíra |

### Átigazolások
A 2023–24-es szezont megelőzően:
| Érkezők - Koi Endre (vezetőedző) (a Moyra-Budaörs csapatából) - Takács Eszter (a Szent István SE csapatából) - Hadnagy Fanni (az Egri KC csapatából) - Győri Viktória (a Szombathelyi KKA csapatából) - Jovana Ilic (a HZRK Grude csapatából) | Távozók - Uroš Bregar (vezetőedző) (a ŽRK Vojvodina csapatához) - Ziga Novak (másodedző) (a ?? csapatához) - Tamara Mavsar (az RK Krim Ljubljana csapatához) - Ana Kojić (a Dacia Mioveni csapatához) - Dejana Milosavljević (az SCM Craiova csapatához) - Marina Rajčić (a CS Măgura Cisnădie csapatához) - Dounia Abdourahim (a Le Sambre-Avesnois Handball csapatához) - Hawa N'Diaye (a Gloria Buzău csapatához) - Papp Nikoletta (a Gloria Buzău csapatához) - Lakatos Rita (a BSV Sachsen Zwickau csapatához) - Kajdon Blanka (a Molde HK csapatához) - Török Lilly (az MTK Budapest csapatához) - Debreczeni-Klivinyi Kinga (a Moyra-Budaörs csapatához) - Such Nelli (a Váci NKSE csapatához) - Sirián Szederke (a Vasas SC csapatához) - Juhász Fanni (a Vasas SC csapatához) - Puhalák Szidónia (a ?? csapatához) - Csapó Kincső (a ?? csapatához) |

## Korábbi játékosok
- Ábrahám Szilvia
- Bogdanović Annamária
- Bódi Bernadett
- Csapó Kincső
- Debreczeni-Klivinyi Kinga
- Erdősi Ildikó
- Hársfalvi Júlia
- Herr Anita
- Herr Orsolya
- Juhász Fanni
- Kajdon Blanka
- Kiss Éva
- Lakatos Rita
- Léránt Vivien
- Lukács Viktória
- Mazák-Németh Csilla
- Mörtel Renáta
- Papp Nikoletta (Kiss)
- Pastrovics Melinda
- Puhalák Szidónia
- Sirián Szederke
- Such Nelli
- Szalai Babett
- Szekerczés Luca
- Szepesi Ivett
- Szikora Melinda
- Tomori Zsuzsanna
- Tóth Gabriella
- Török Lilly
- Triscsuk Krisztina
- - Elghaoui Asma
- Denisa Dedu
- Gabriela Perianu
- Melinda Geiger
- Teodora Bloj
- Andrea Kobetić
- Andrea Seric
- Dejana Milosavljević
- Katarina Ježić
- Marina Rajčić
- Ana Kojić
- Anđela Janjušević
- Jelena Agbaba
- Marija Agbaba
- Sanja Vujović
- Maja Vojnović
- Tamara Mavsar
- Dinah Eckerle
- Nina Müller
- Simona Szarková
- Michaela Hrbková
- Joanna Drabik
- Camille Aoustin
- Chloé Bulleux
- Dounia Abdourahim
- Estelle Nze Minko
- Gnonsiane Niombla
- Marie-Paule Gnabouyou
- Tamara Horacek
- Camilla Maibom
- Simone Böhme
- Kjerstin Boge Solås
- Malin Holta
- Silje Solberg
- Danick Snelder
- Laura van der Heijden
- Lara González Ortega
- Macarena Aguilar Díaz
- Mireya González Álvarez
- Nerea Pena Abaurrea
- Daniela Piedade
- Jaqueline Anastácio
- Silvia Pinheiro
- Irina Nikitina
- Tatyjana Hmirova
- Valentyna Salamakha
- Hawa N'Diaye

## A klub sikerei
Magyar bajnokság
- 3. hely (2): 2011–12, 2018–19

Magyar Kupa
- 3. hely (2): 2013–14, 2021-22

EHF-kupa-győztes 2018–19
- döntős: 2020-21